# Literatura da Suécia

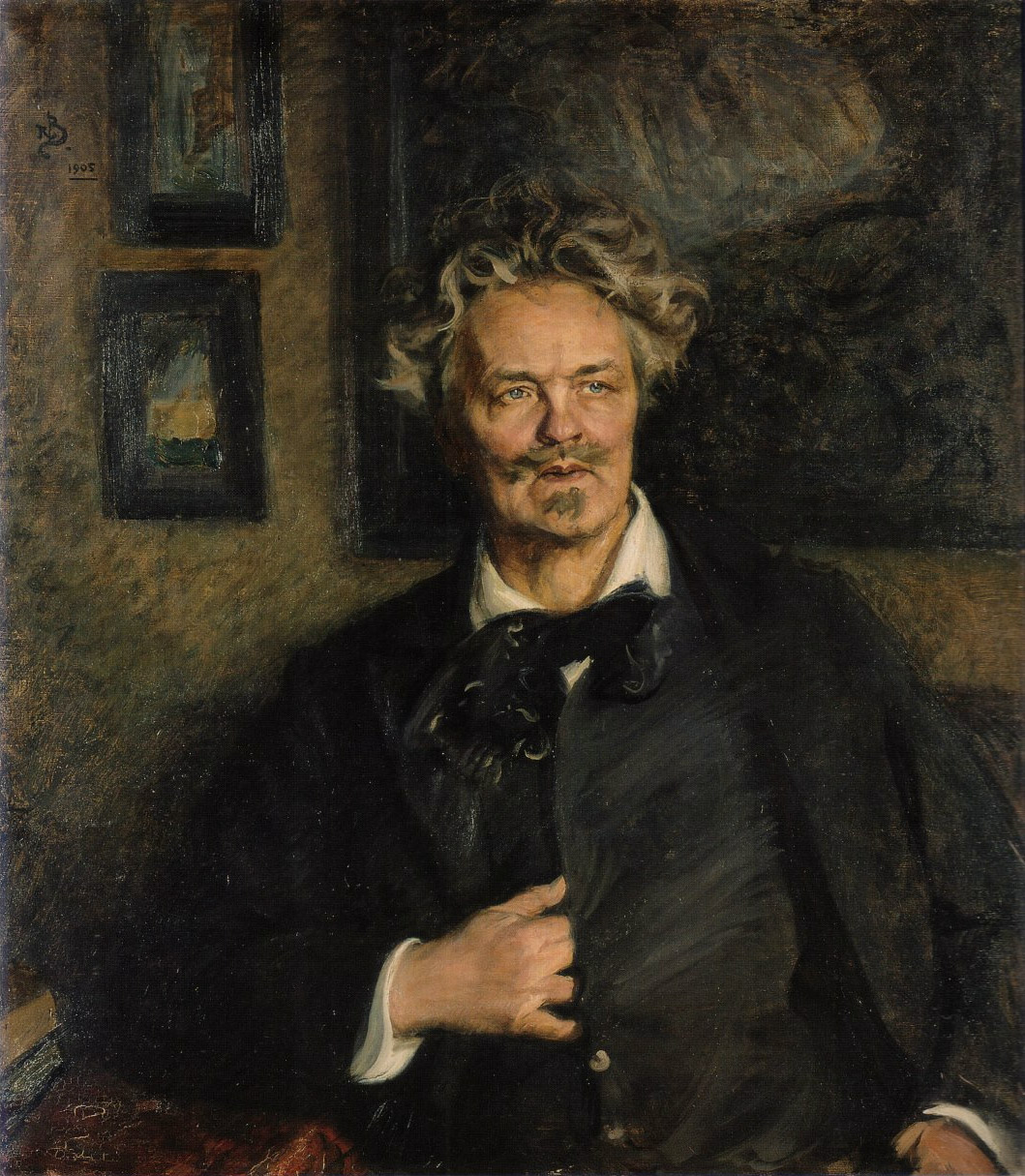
August Strindberg

A Literatura sueca engloba as obras literárias escritas em sueco, tanto na Suécia como na Finlândia de expressão sueca e nas ilhas Åland no mar Báltico.

## Antecedentes

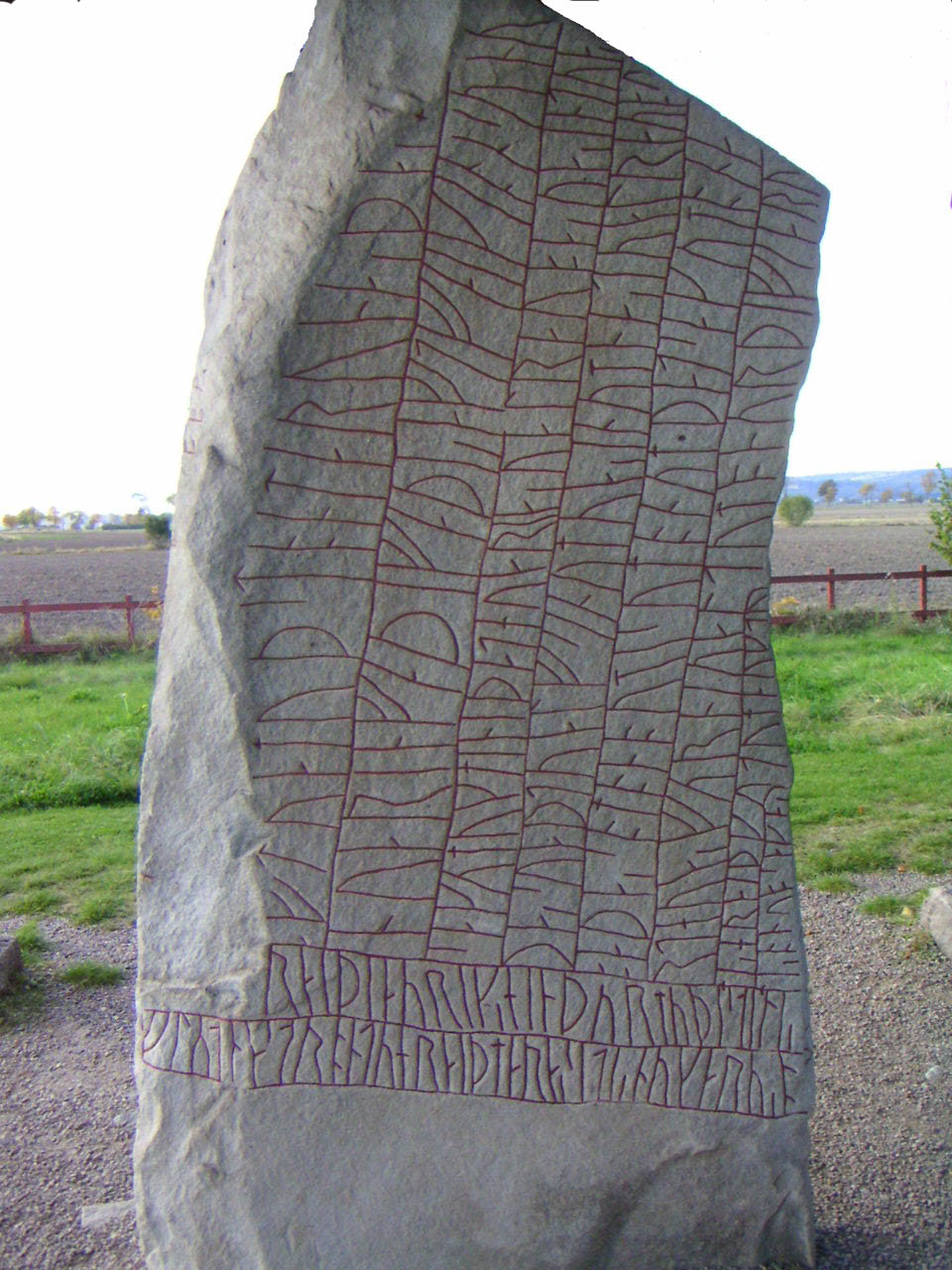
A Pedra de Rök
Fotografia de Bengt O Åradsson

A Pedra de Rök, é considerada a peça literária mais antiga da Suécia. Esta pedra rúnica contém um texto composto por 760 caracteres rúnicos, gravados nos dois lados da referida pedra. O texto está escrito em nórdico antigo, e é enigmático, tendo várias interpretações. Está localizada na proximidade da pequena cidade de Ödeshög, na província histórica da Östergötland, e foi datada para o século IX.

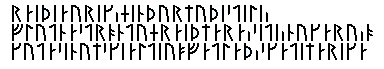
A estrofe de Teoderik - uma passagem da Pedra de Rök

A pedra é um bloco de granito cinzento claro, com cerca de 382 cm de altura (dos quais 125 debaixo do chão), 138 cm de largura, e uma espessura que varia entre 19 e 43 cm.

## Idade Média

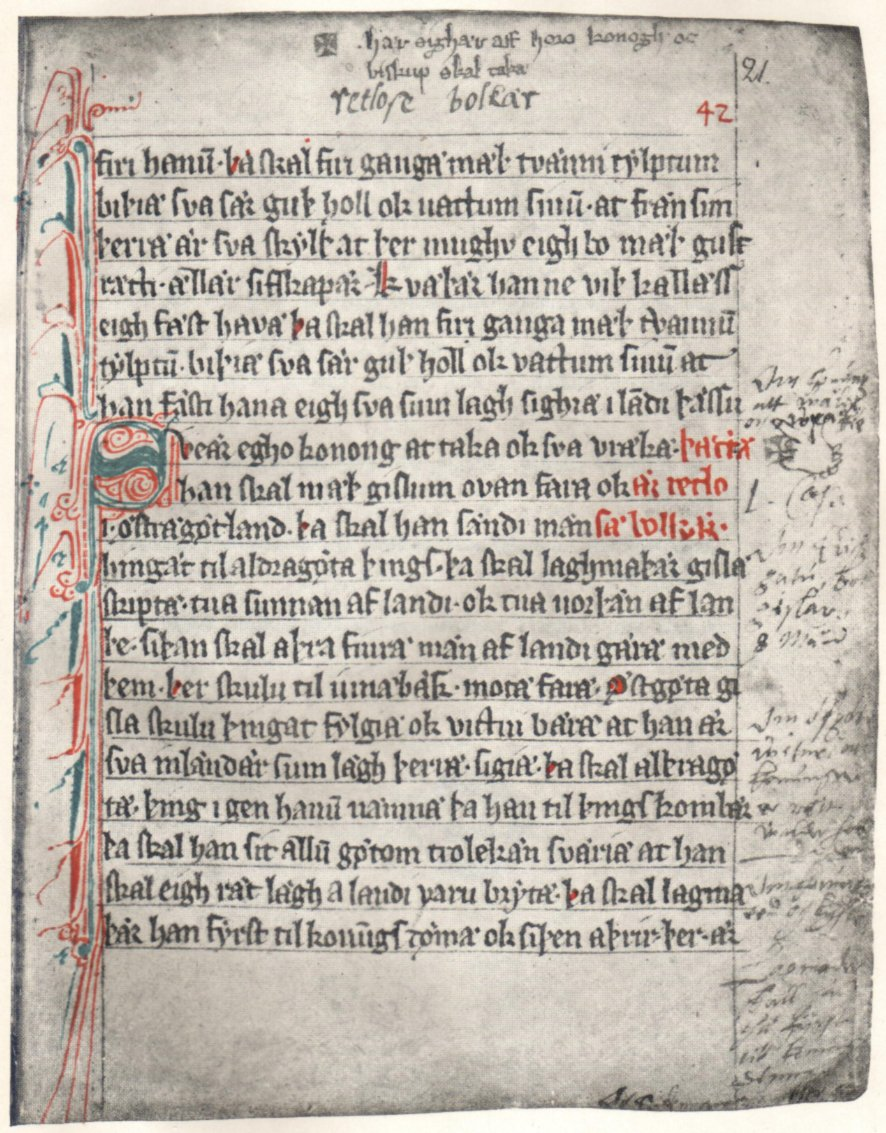
A Lei da Gotalândia Ocidental escrita em 1220 por Ésquilo

As Leis Provinciais (landskapslag) são os mais antigos textos em sueco. Foram escritas nos século XI e XII, e refletem a sociedade medieval e as suas normas. A Lei da Gotalândia Ocidental - foi escrita por Ésquilo por volta de 1220. A Lei da Uplândia foi decretada em 1296, tendo como provável autor Birger Persson.
Apesar de estes documentos serem em sueco, a maior parte da literatura medieval da Suécia era escrita em latim, e tinha caráter religioso.

A Abadia de Vadstena, foi um importante centro cultural, e foi lá que a Santa Brígida escreveu as suas Visões celestiais (Revelationes), consideradas a primeira contribuição da Suécia para a literatura mundial. Publicadas em 1492, contêm umas 600 aparições celestiais. Foram escritas em sueco pela autora, e traduzidas e publicadas em latim, num estilo que combina realismo com simbolismo imaginário.

### Algumas obras
- Lei da Uplândia, editada em 1296 por Birger Persson, pai de Santa Brígida
- Lei da Gotalândia Ocidental, escrita em 1220 por Ésquilo
- Visões celestiais, relatando as aparições recebidas pela Santa Brígida, publicadas no século XV
- Crónica de Érico, crónica medieval em verso
- A Força da Harpa, uma das 200 baladas dos séculos XIV - XV
- Ebbe Skammelsson, uma balada épica de cavaleiro medieval

## Época de Vasa e Época Do Império

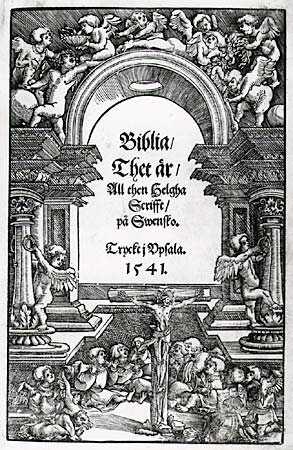
A Bíblia de Gustavo Vasa

Durante o reinado de Gustavo Vasa, surgiu a primeira tradução sueca da Bíblia conhecida como Bíblia de Gustavo Vasa, publicada em 1541, e provavelmente da autoria de Laurentius Andreae e Olaus Petri. A ortografia ainda não estava normalizada e os vocábulos alemães dominavam. Graças a esta obra estava iniciada a normalização da língua e ortografia suecas.
Em 1668, Georg Stiernhielm publicou a coleção de poemas  Musæ Suethizantes, que é considerada a primeira obra poética de vulto em língua sueca. Graças a isso, Georg Stiernhielm é apelidado de ”o pai da arte poética sueca”.
No campo da prosa, Olof Johannis Rudbeck, escreveu o épico imperial sueco Atlantica, que reflete a ideia de grandiosidade nacional.

### Alguns nomes de obras e de escritores
- Bíblia de Gustavo Vasa
- Georg Stiernhielm
- Olof Rudbeck

## Era da Liberdade e Época Gustaviana

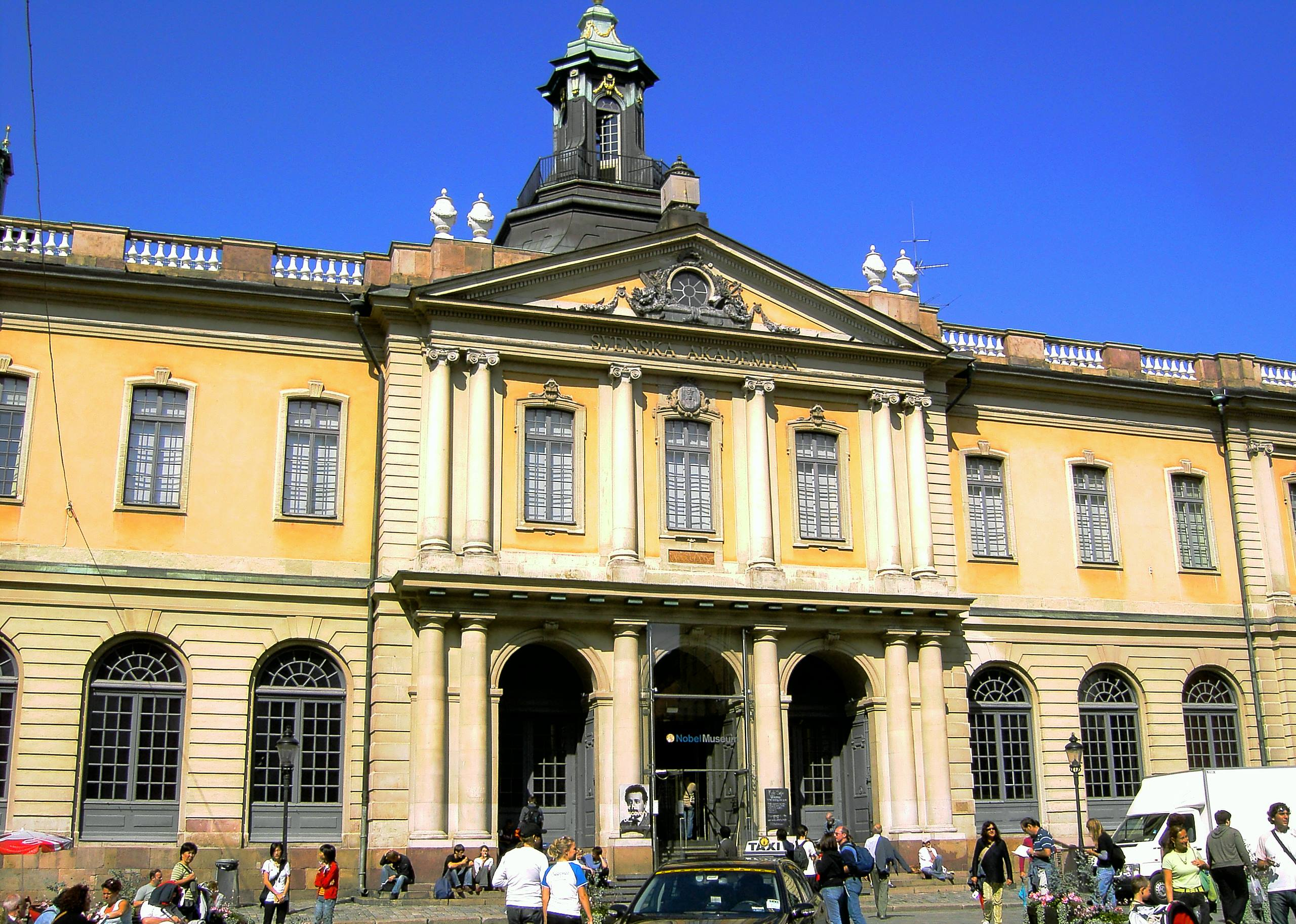
Academia Sueca em Estocolmo

A Era da Liberdade foi marcada pela revista semanal "O Argus Sueco" publicada por Olof von Dalin em 1732-1734 e pelo Decreto da Liberdade de Imprensa em 1766. Todavia Gustavo III tomou o poder por um golpe de estado em 1771, pondo fim a esse período.
Apesar de ter asfixiado a relativa liberdade existente no país, o rei Gustavo III deu um contributo importante para a literatura e língua suecas ao fundar a Academia Sueca em 1786.

### Uma referência importante
- Academia Sueca

## Romantismo

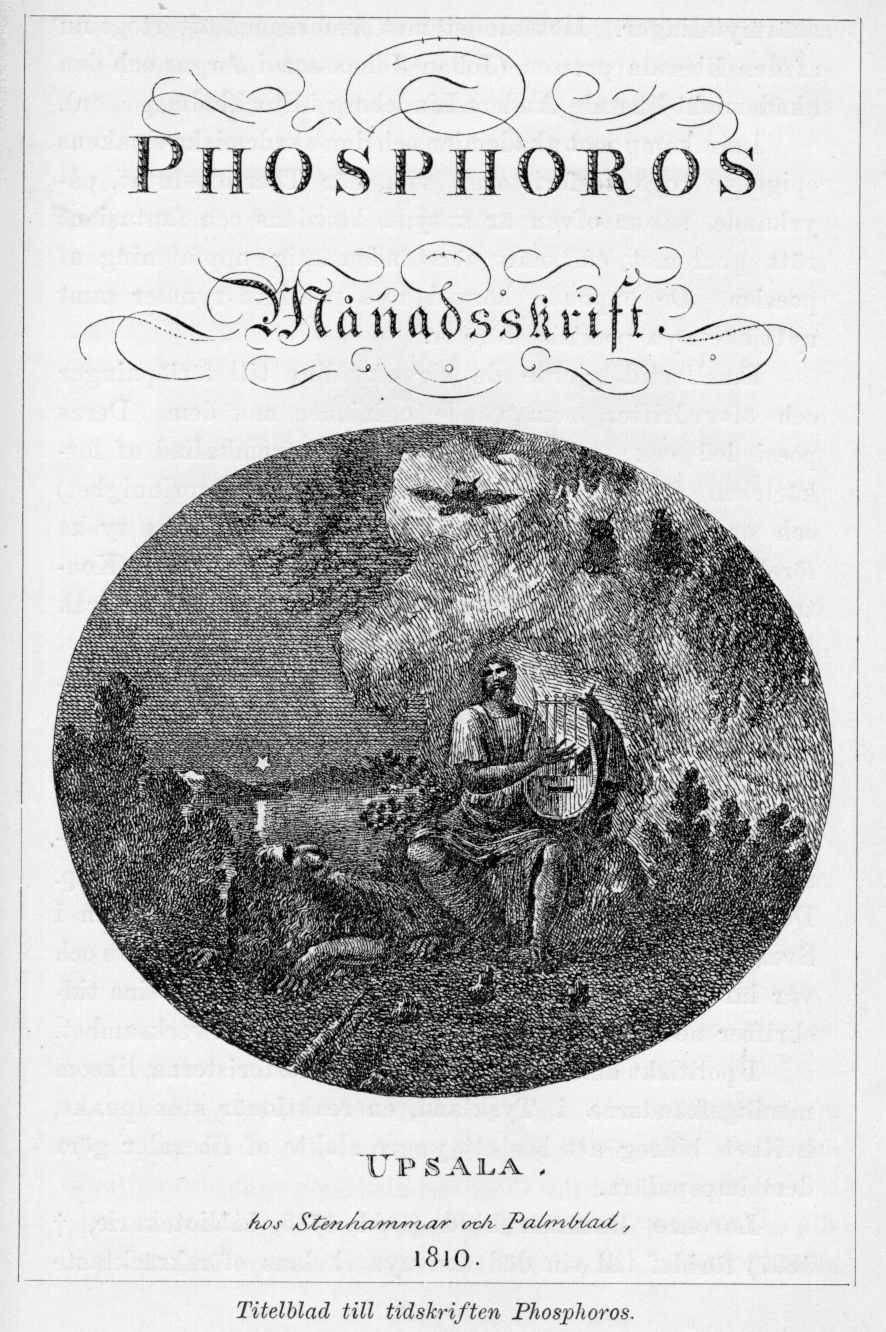
Capa da revista literária Phosphoros

O romantismo sueco partiu essencialmente da associação Auroraförbundet e da sua revista Phosphoros, publicada em 1810-1813.
Esaias Tegnér e Gustav Geijer representam a corrente do romantismo nacionalista, impulsionada pela Associação Gótica (Götiska förbundet).
No romance, a figura central é Carl Jonas Love Almqvist, que escreveu Törnrosens bok, e mais tarde Det går an, já a caminho do realismo, com um posicionamento muito moderno - universalista e a favor da igualdade entre os sexos.
Na Finlândia, Johan Ludvig Runeberg é o poeta nacional do país, autor do poema "Nossa Terra" (Vårt land em sueco, Maamme em finlandês), letra do hino nacional da Finlândia.

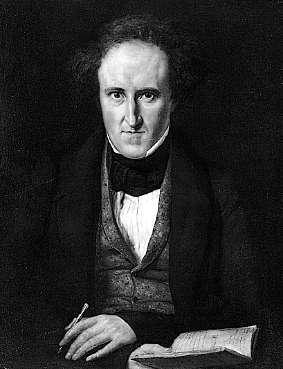
Carl Jonas Love Almqvist
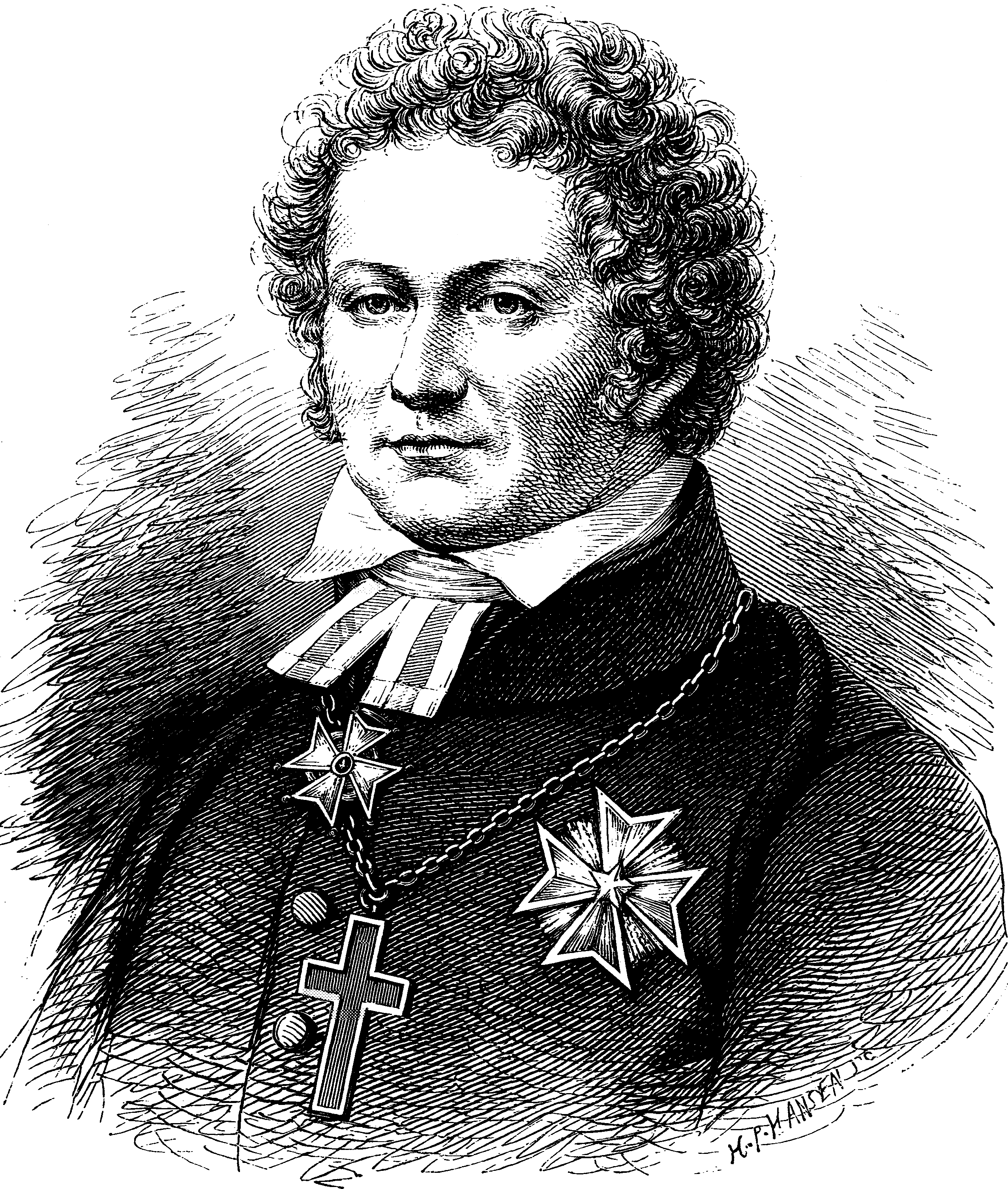
Esaias Tegnér
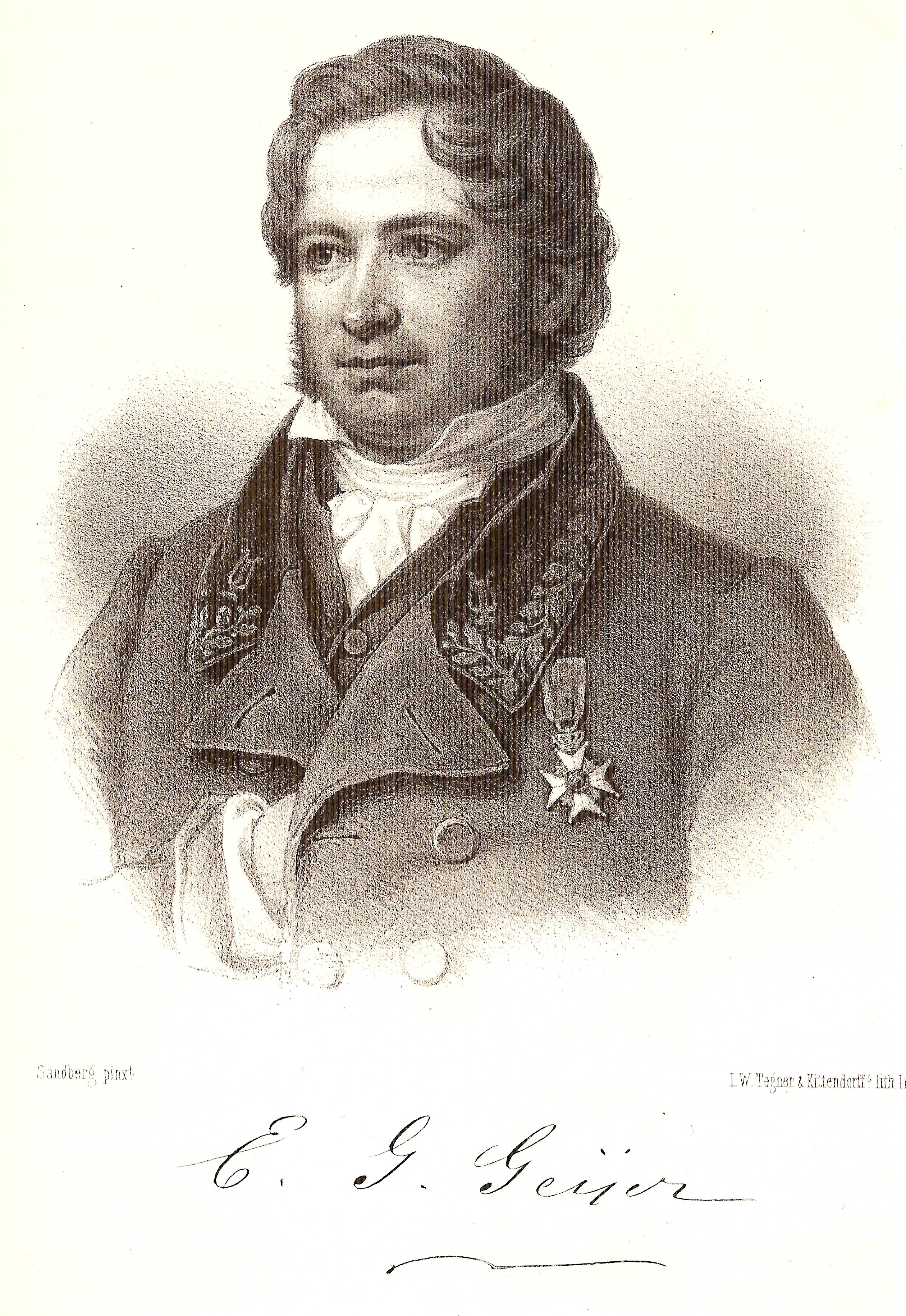
Erik Gustaf Geijer
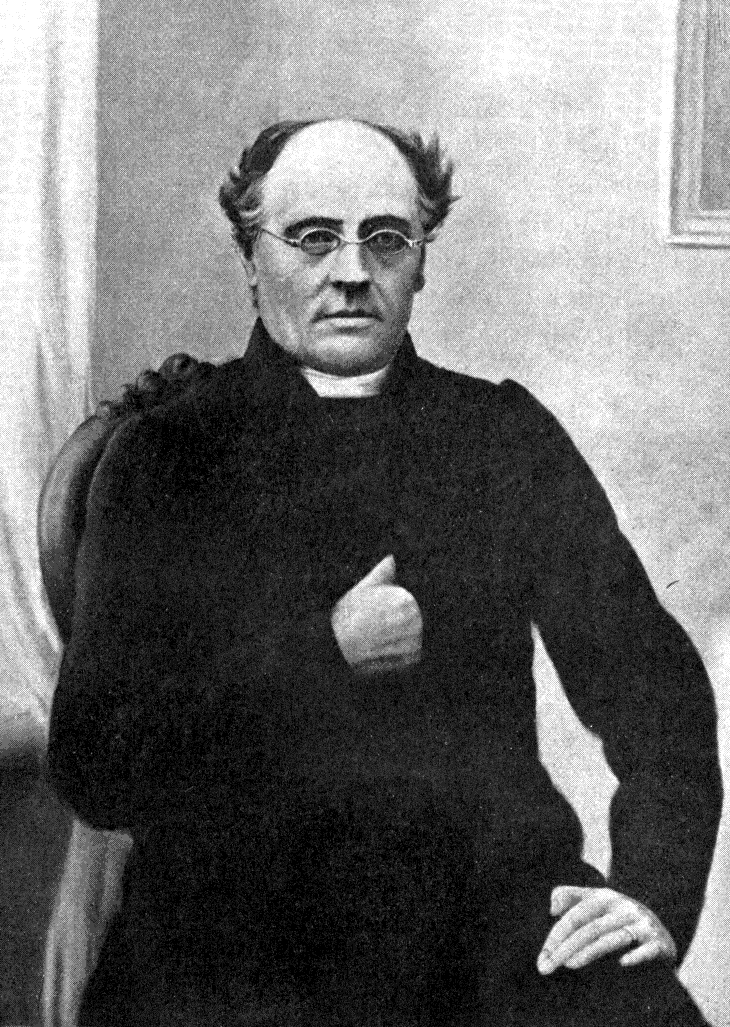
Johan Ludvig Runeberg

## Realismo e Naturalismo

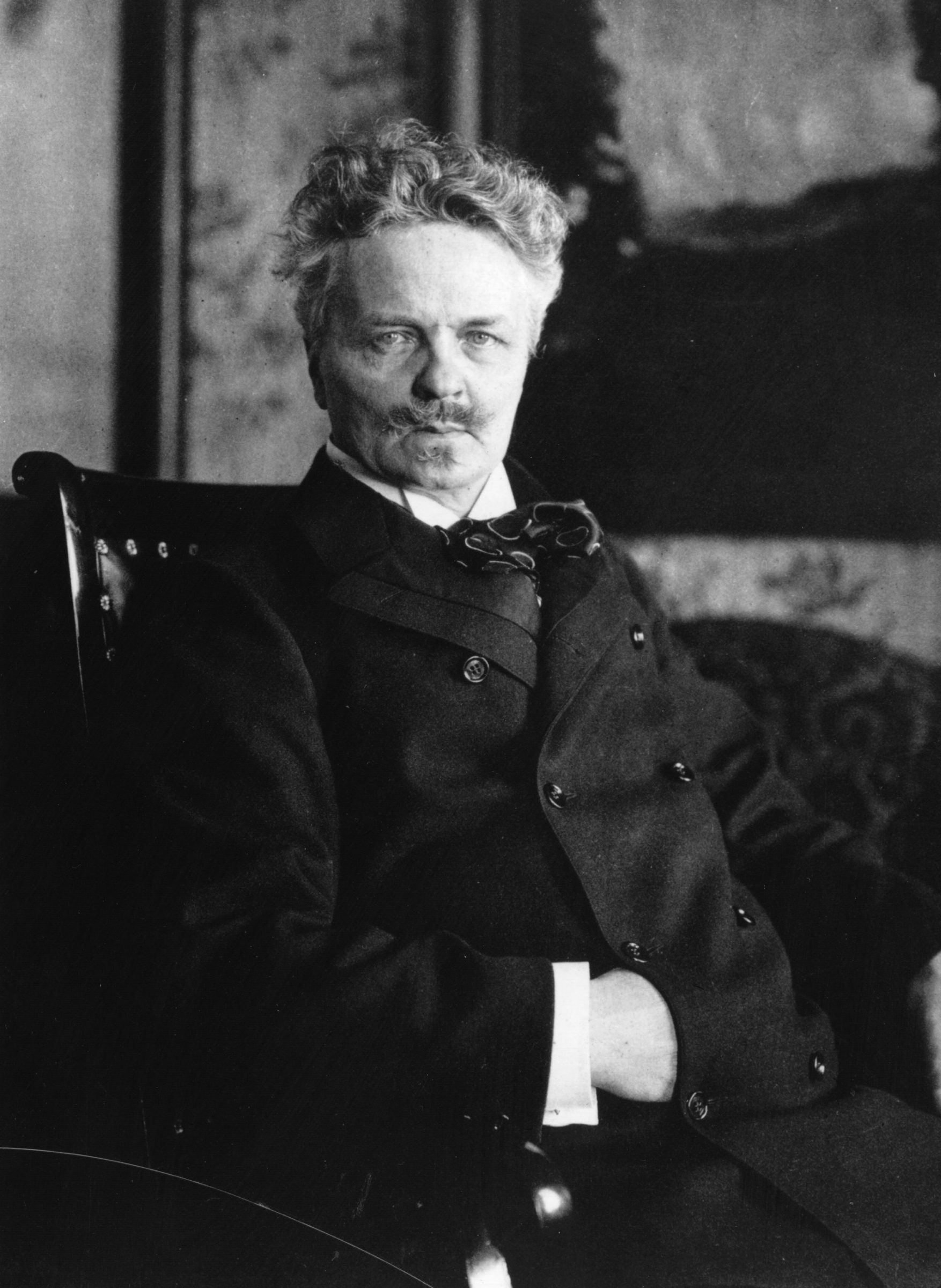
August Strindberg

O realismo na Suécia foi marcado pelo aparecimento do jornal Aftonbladet em 1830. A corrente realista sueca estava ligada à corrente política do liberalismo. Foi nesta época que a imprensa e o romance atingiram o grande público, e a escola pública e obrigatória foi introduzida.

O realismo literário está representado por escritores como Fredrika Bremer e August Strindberg, e ainda por Carl Jonas Love Almqvist e Erik Gustaf Geijer.
A Fredrika Bremer devemos os primeiros romances realistas da literatura sueca, nos quais a autora afirma um radicalismo feminista e uma revolta contra a sociedade machista do seu tempo.
Carl Jonas Almqvist escreveu simultaneamente em estilo romântico e realista, tendo explorado a condição da mulher de uma forma que ainda hoje é sentida como atual.
A alma inquieta e buscadora da verdade de August Strindberg dominou a cena literária sueca da época, introduzindo o naturalismo no país. As suas obras O Salão Vermelho (Röda rummet), Svenska folket och August Strindbergs lilla katekes för underklassen combinam realismo com crítica socialista, aliados a uma verdadeira renovação plástica do idioma sueco.

No romance Gente de Hemsö (Hemsöborna) é o naturalismo e o evolucionismo que estilizam a obra.

No género dramático, Fadren e Fröken Julie, assumem plenamente o naturalismo.
Strindberg exerceu influência  sobre escritores como Jan Myrdal, Franz Kafka, Eugene O’Neil, Lars von Trier, e cineastas como Ingmar Bergman.

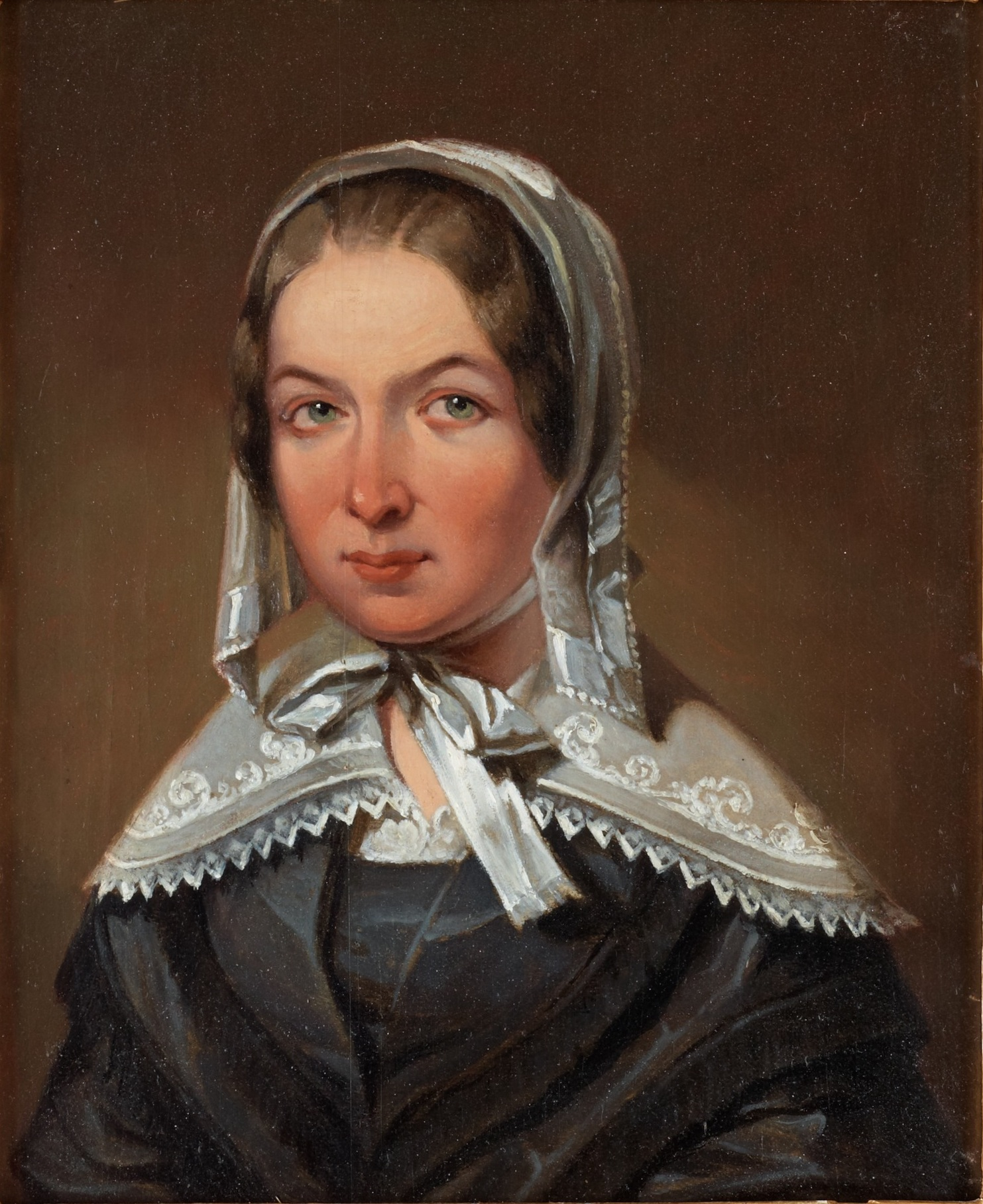
Fredrika Bremer
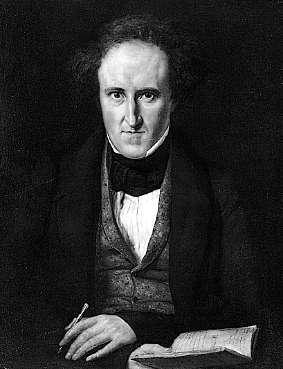
Carl Jonas Love Almqvist
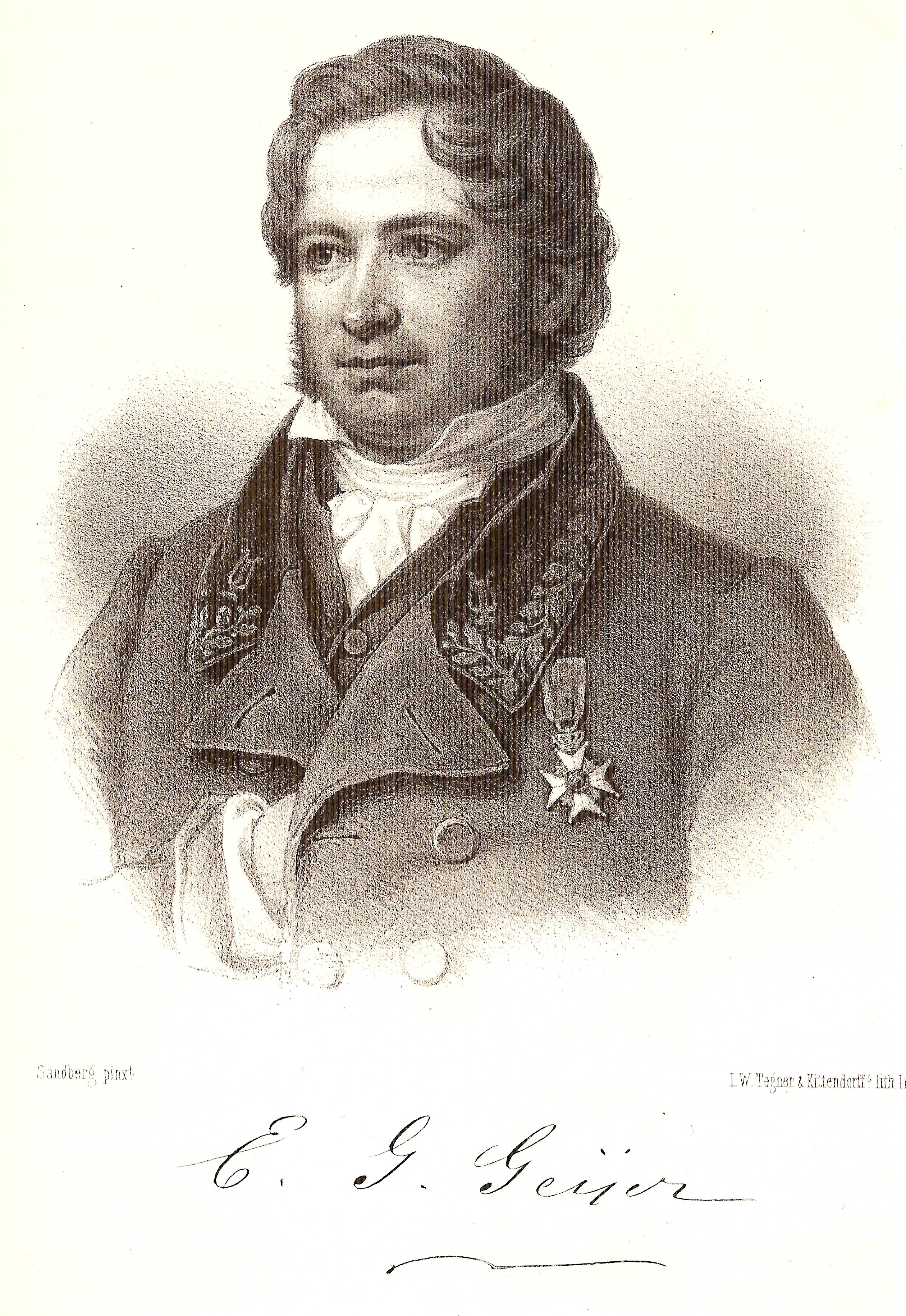
Erik Gustaf Geijer
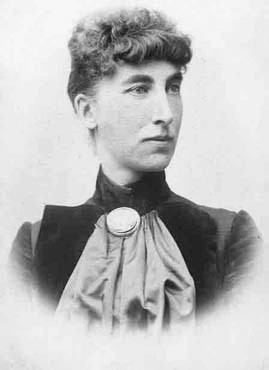
Victoria Benedictsson

## Fim de século

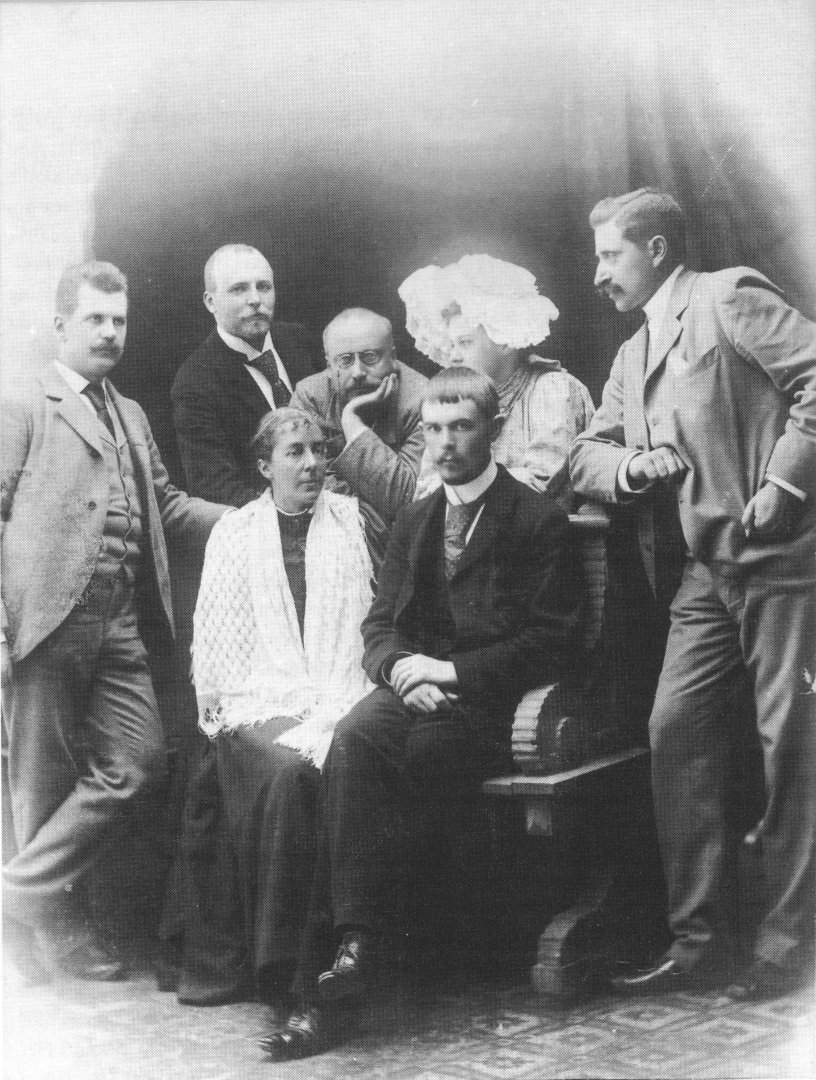
1896: Edvard Alkman, Gustaf Ankarcrona, Gustaf Fröding, Olga Wiberg e Verner von Heidenstam. Sentados: Cecilia Fröding e Albert Engström.

O Fim de século, na Suécia designado de Nittiotalet, marca o regresso do culto da fantasia e da beleza, numa revolta contra a atmosfera pesada, o cansaço, a decadência de expectativas e o "realismo de sapateiro" da década anterior.
Com a sua obra Vallfart och vandringsår (1888), carregada de romantismo, individualismo e sensualismo, Verner von Heidenstam marca o rompimento com o realismo e o naturalismo.
Gustaf Fröding confirma a nova época com seu livro Guitarr och dragharmonika (1891), um regresso romântico aos motivos provinciais imbuído de calor humano.
O simbolismo na Suécia assinala uma revolta contra a moral social, e tem alguma ressonância na obra de Strindberg, e mais tarde, Sven Lidman e Vilhelm Eklund.
Selma Lagerlöf, Nobel da Literatura, rompe também com o ideal da objetividade realista no seu clássico Gösta Berlings saga, publicado em 1891.
Outra obra clássica da sua autoria é A maravilhosa viagem de Nils Holgersson através da Suécia (Nils Holgerssons underbara resa genom Sverige).
Já na viragem do século, o poeta Karlfeldt traz a Dalecárlia folclórica ao salão eterno da poesia.
O Prémio Nobel é instituído em 1901, passando a ser atribuído anualmente pela Academia Sueca. Entre os galardoados estão três escritores desta época: Verner von Heidenstam, Selma Lagerlöf e Erik Axel Karlfeldt.

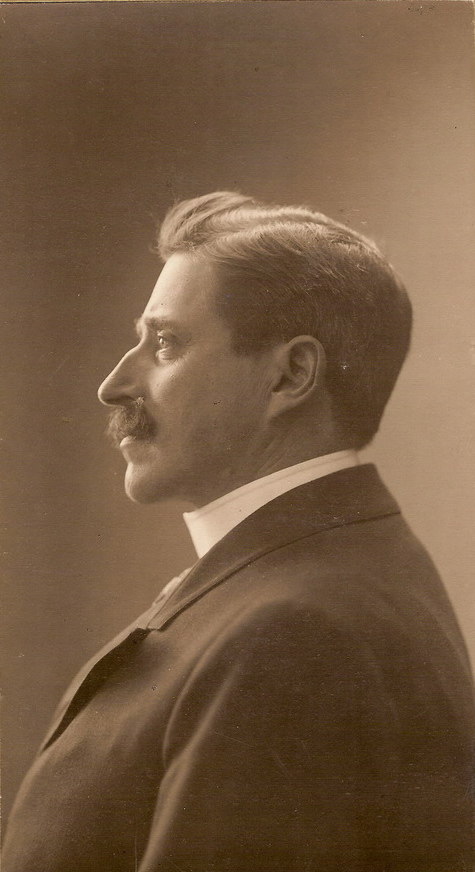
Verner von Heidenstam
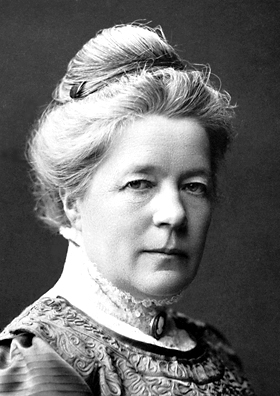
Selma Lagerlöf
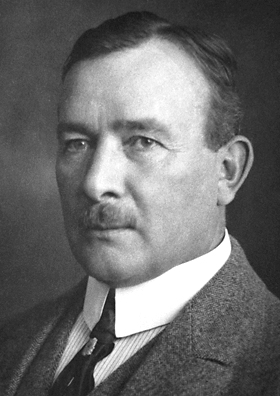
Erik Axel Karlfeldt
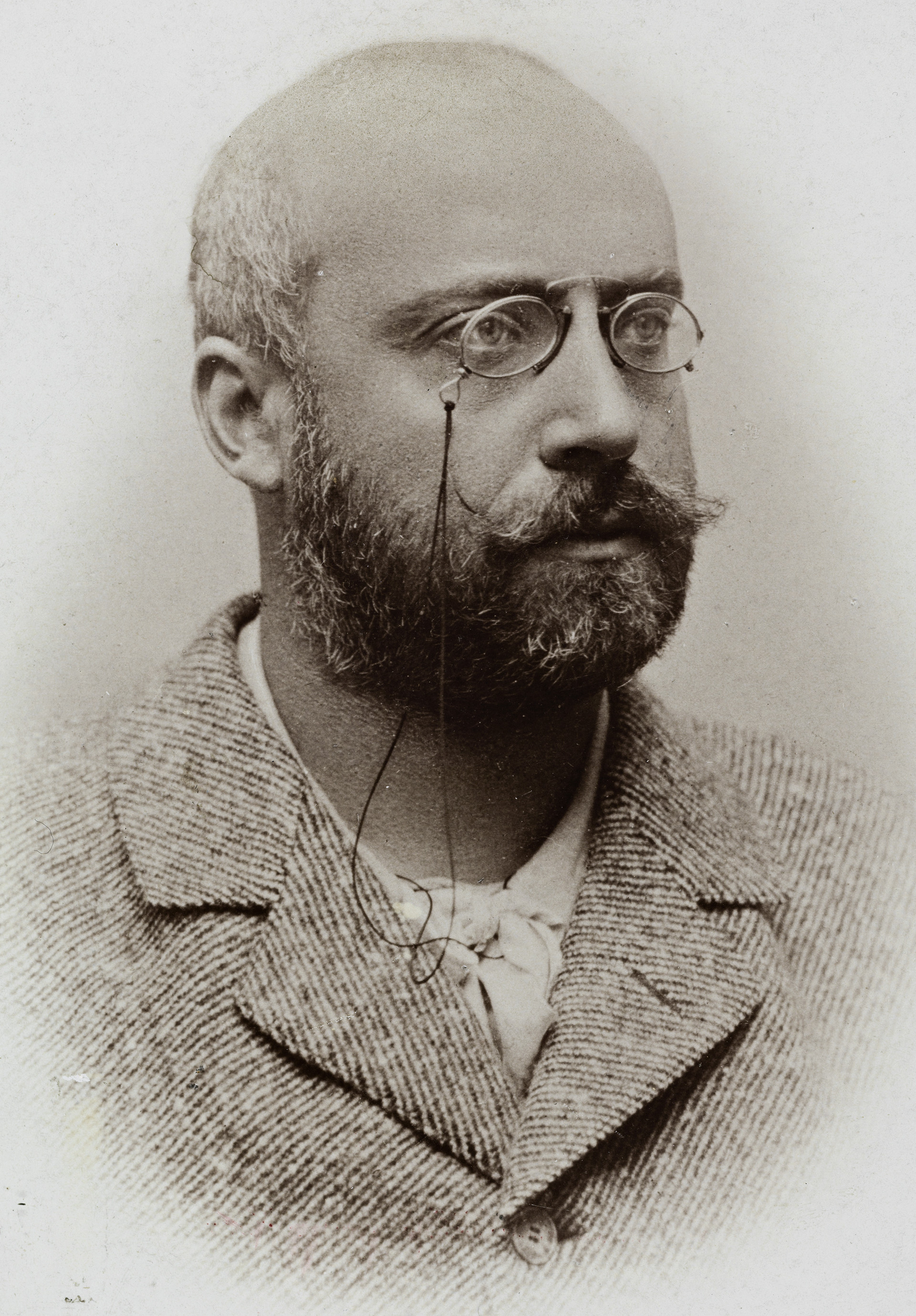
Gustaf Fröding

## Novo século
O período 1914-1945 foi marcado por guerras mundiais e revoluções europeias. A Suécia aprofundou a democracia introduzindo o voto universal para homens e mulheres. A economia proporcionou um crescente bem-estar. A escolaridade e os hábitos de leitura aumentaram.

### As décadas iniciais

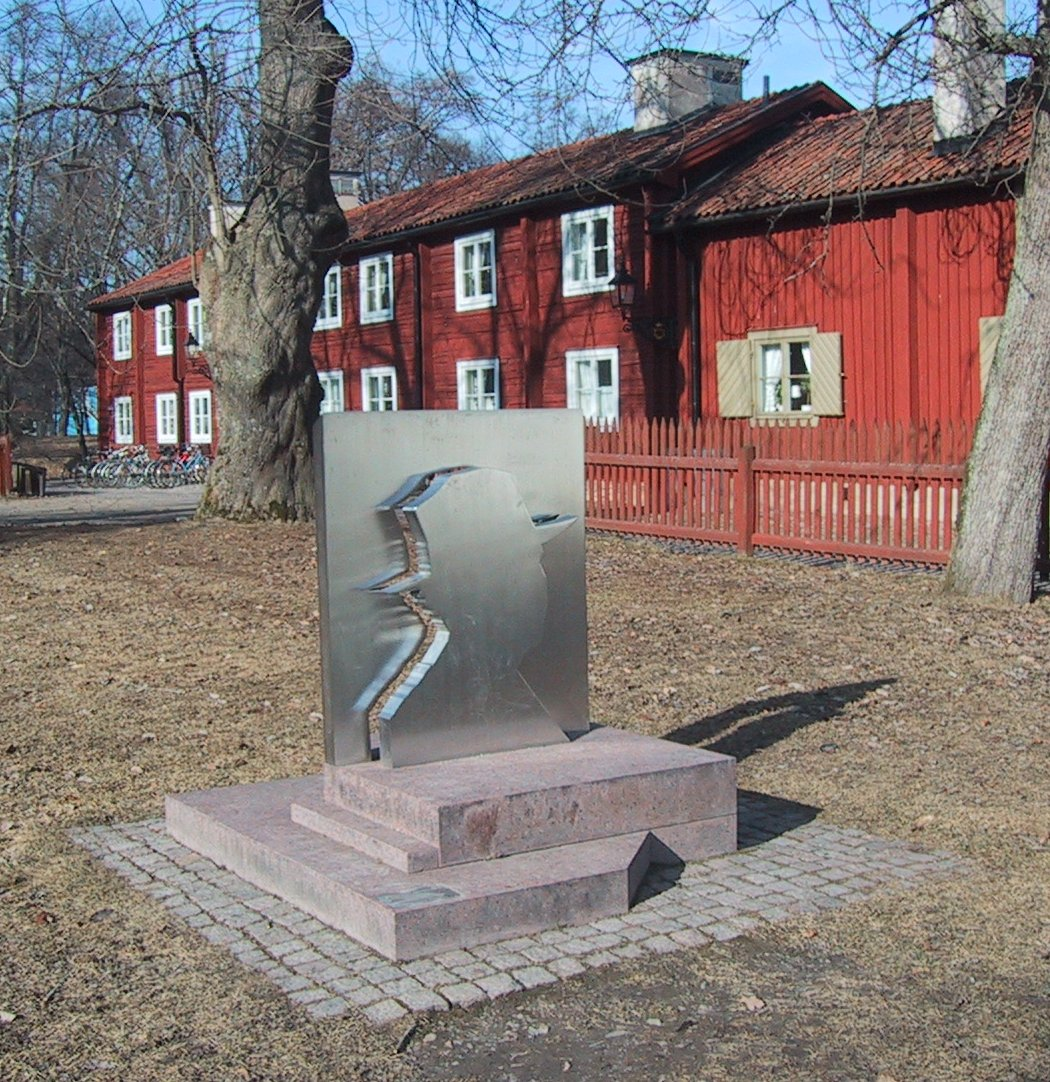
Perfil de Hjalmar Bergman, em estátua de aço, na reserva cultural de Wadköping em Örebro.

Na década inicial do novo século, o romancista Hjalmar Bergman trouxe algo de novo, rompendo com o pessimismo do século passado e acentuando o papel da vontade e da responsabilidade social. Os seus romances da pequena cidade provincial, povoada de personagens quase caricaturais, movidas pelo seus sonhos e temores exprimem um realismo literário burguês.
Na lírica, o grande nome foi a poetisa sueco-finlandesa Edith Södergran, uma experimentalista modernista arrasando a métrica regular.

E no lado sueco, o poeta e prosador Pär Lagerkvist assumiu definitivamente uma tonalidade realista e expressionista, ventilando as grandes questões existenciais.
Alguns anos mais tarde, Gunnar Ekelöf enveredou pelo surrealismo, enquanto Artur Lundkvist e Harry Martinson fizeram escola realista entre os escritores suecos do seu tempo.

### A literatura proletária

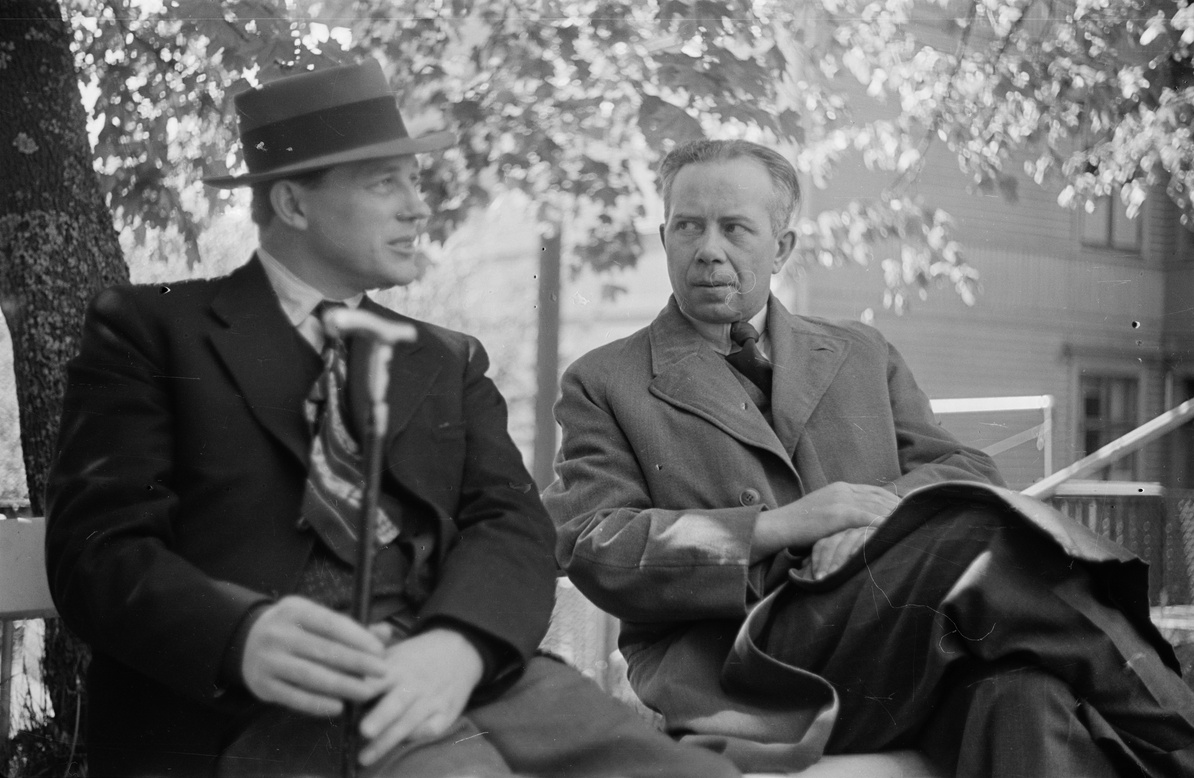
Harry Martinson e Ivar Lo-Johansson

No início do século XX, surge uma série de escritores – muitas vezes auto-didatas – que descrevem a situação das classes sociais desfavorecidas, com destaque para o mundo agrícola. Nesta literatura proletária sueca há a destacar, entre outros, Harry Martinson, Eyvind Johnson, Ivar Lo-Johansson, Moa Martinson, Jan Fridegård e Vilhelm Moberg.

Mais recentemente, nos anos 60, com o aumento do ativismo político, novos escritores se afirmam dando uma certa continuidade à literatura proletária: Jan Myrdal e PC Jersild.
Três escritores desta época foram recompensados com o Prémio Nobel: Harry Martinson, Eyvind Johnson, e Pär Lagerkvist.

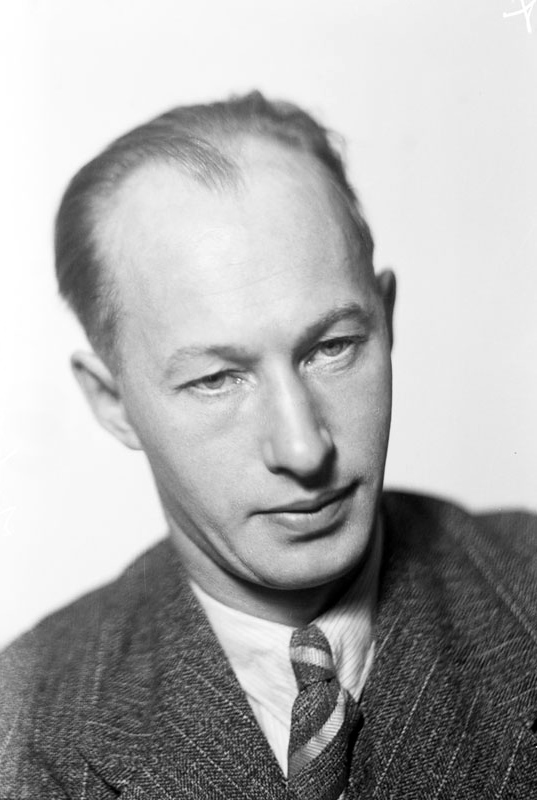
Eyvind Johnson
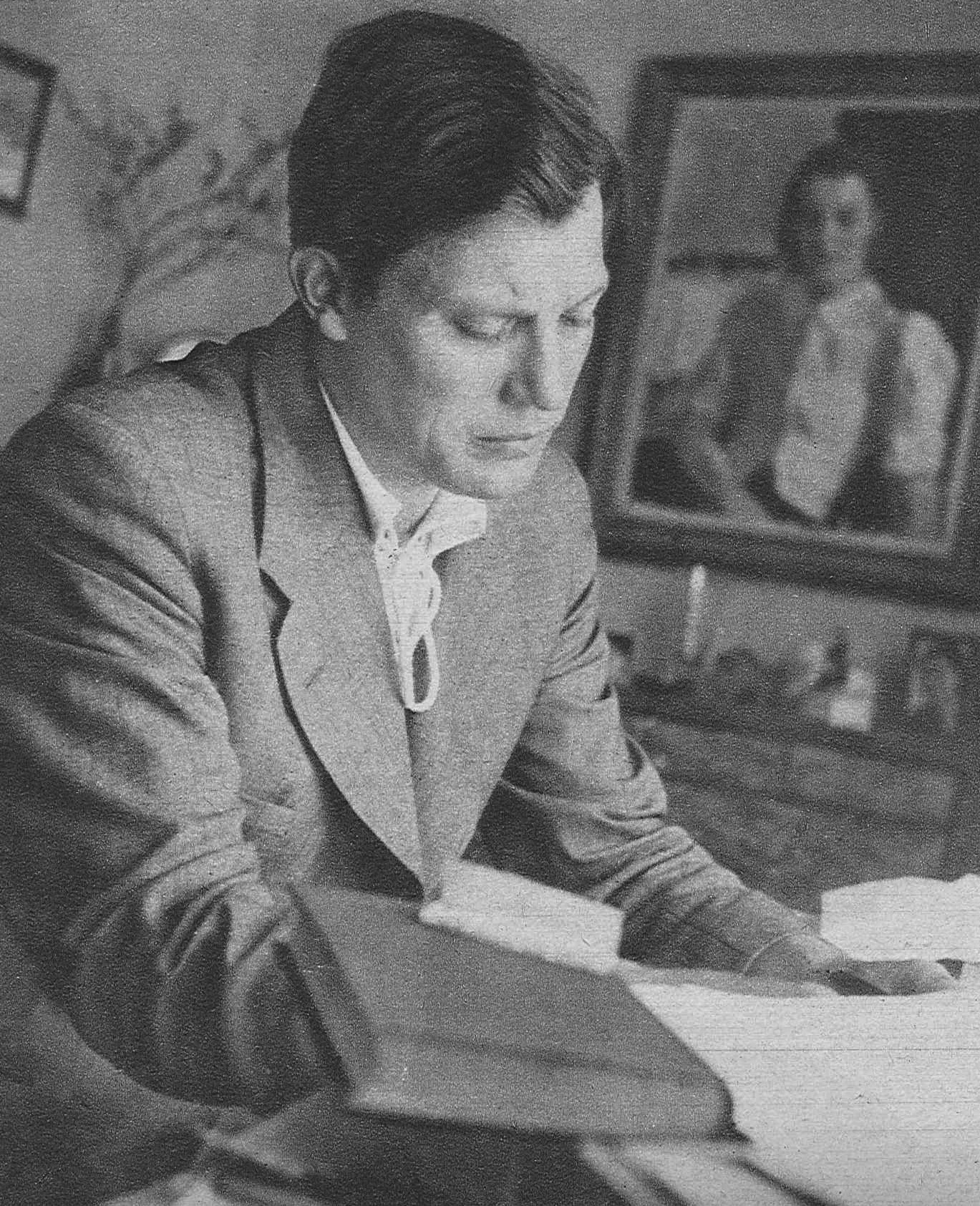
Harry Martinson
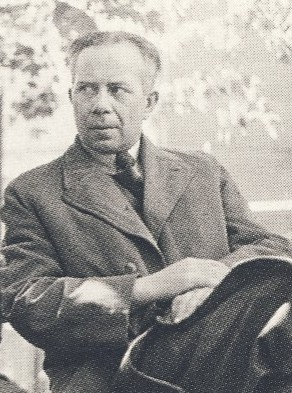
Ivar Lo-Johansson
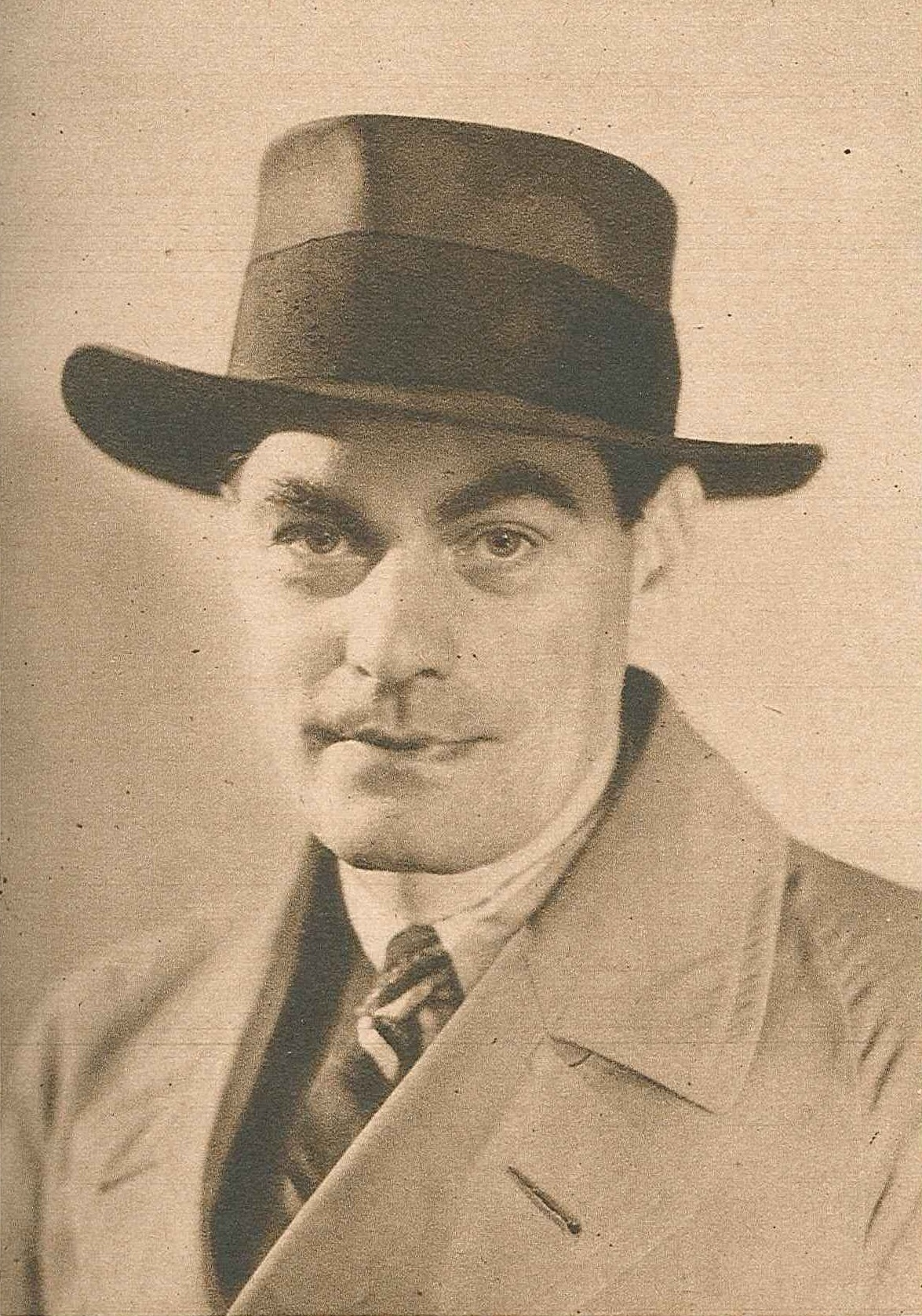
Jan Fridegård
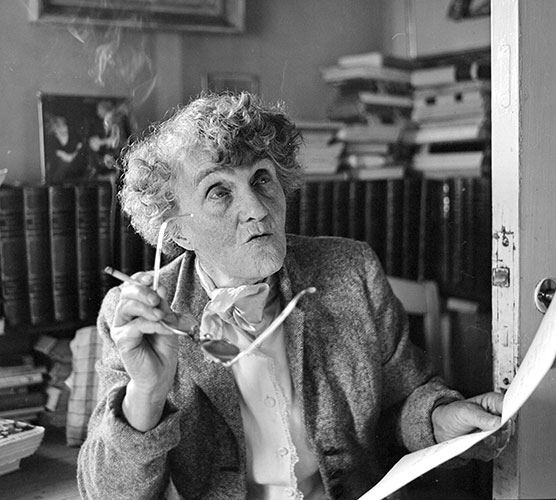
Moa Martinson
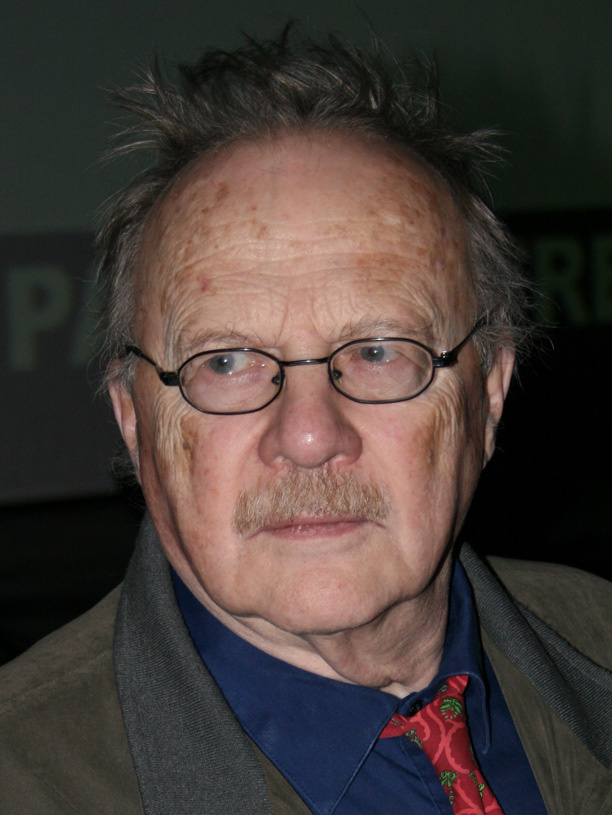
Jan Myrdal
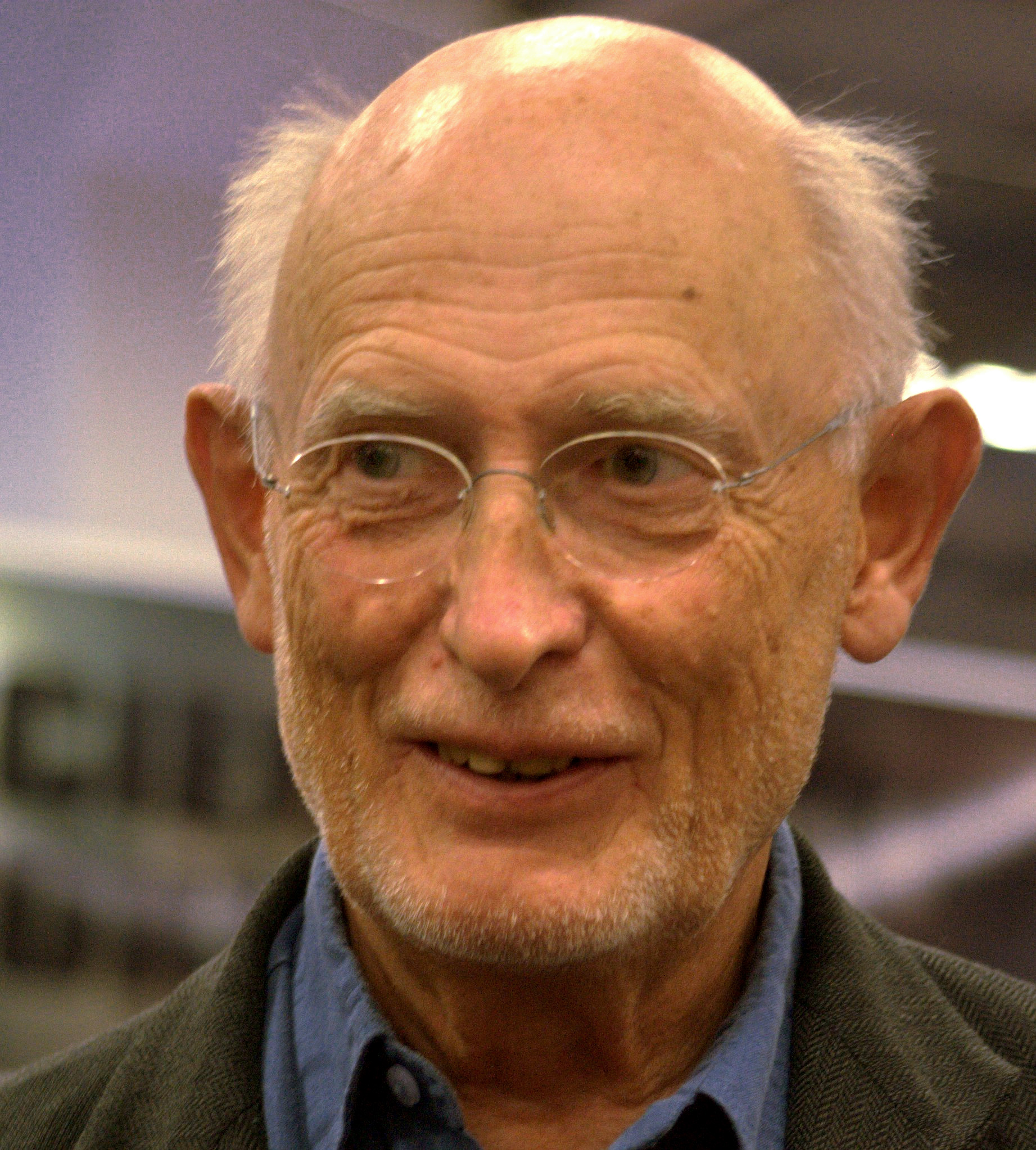
PC Jersild
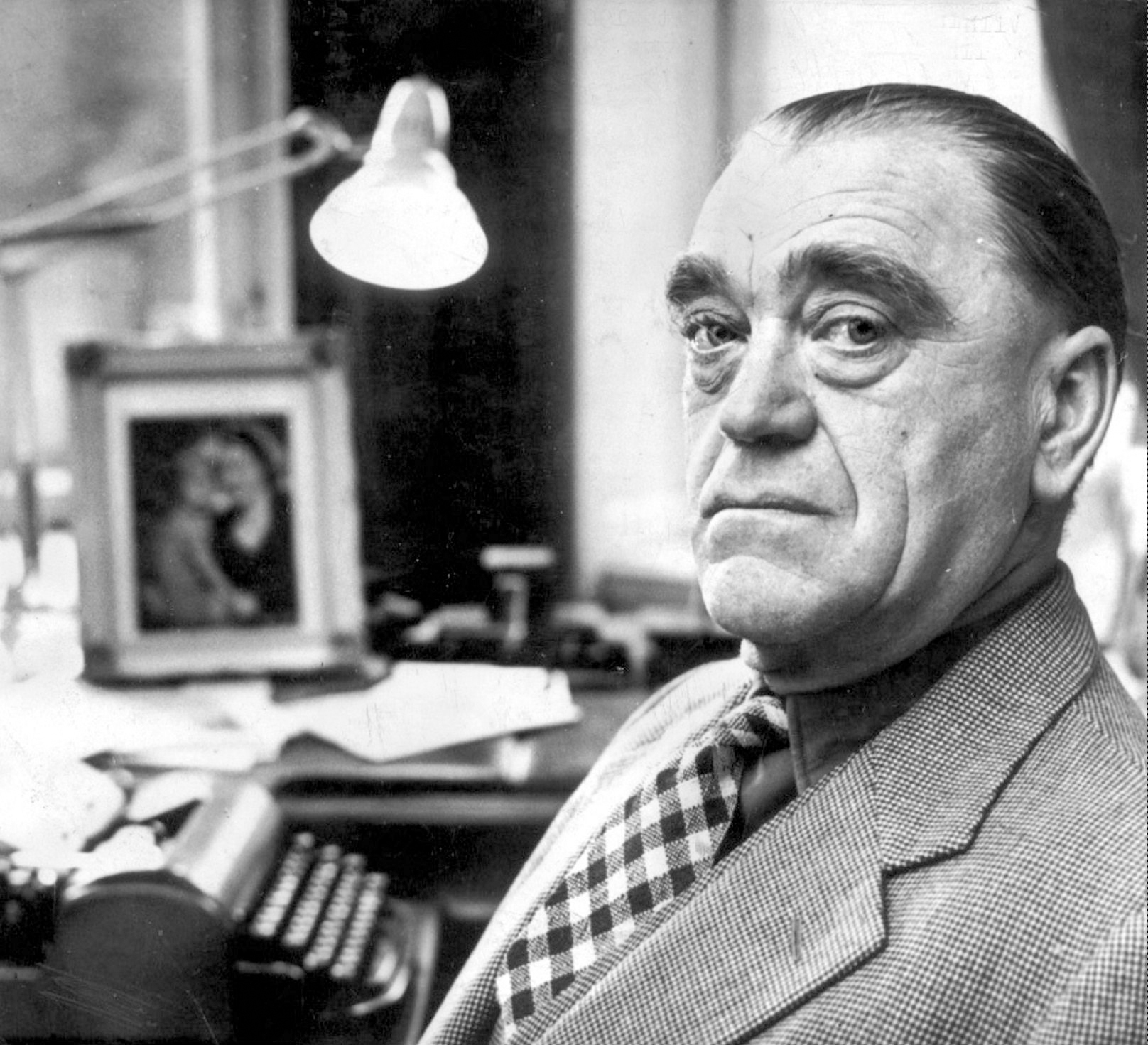
Vilhelm Moberg
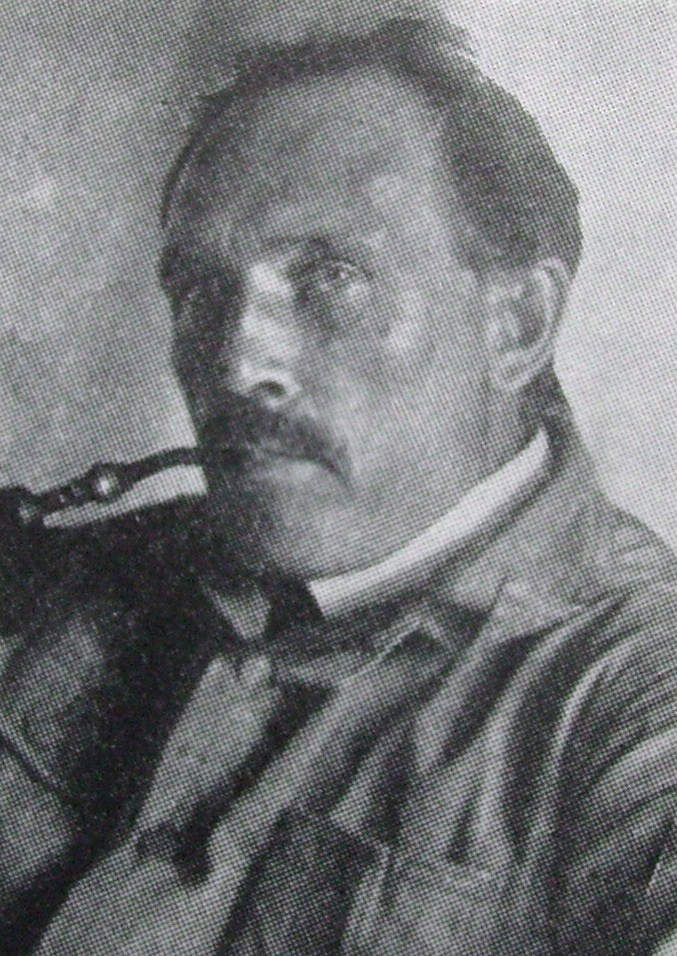
Gustav Hedenvind-Eriksson

### O romance policial

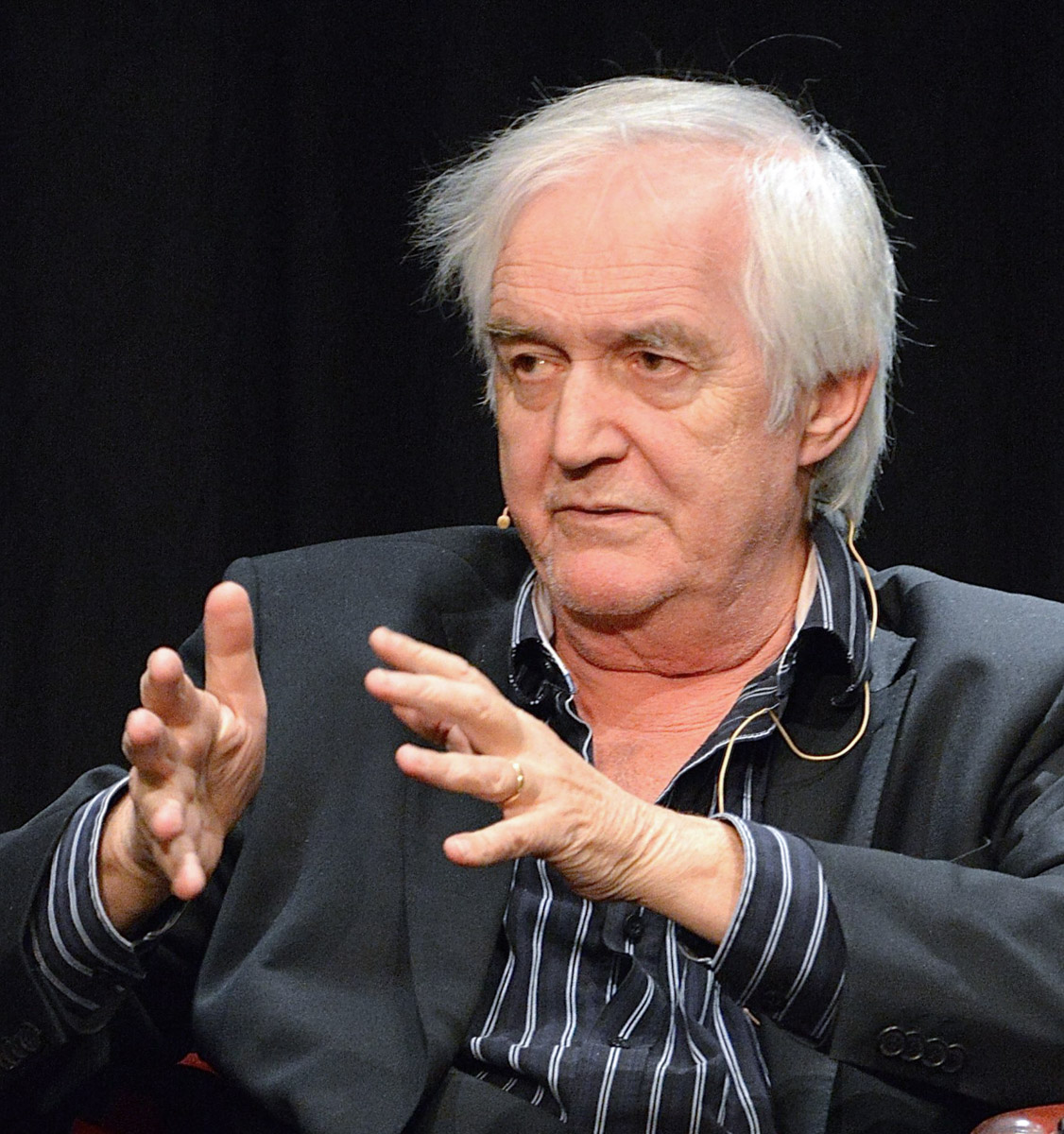
Henning Mankell
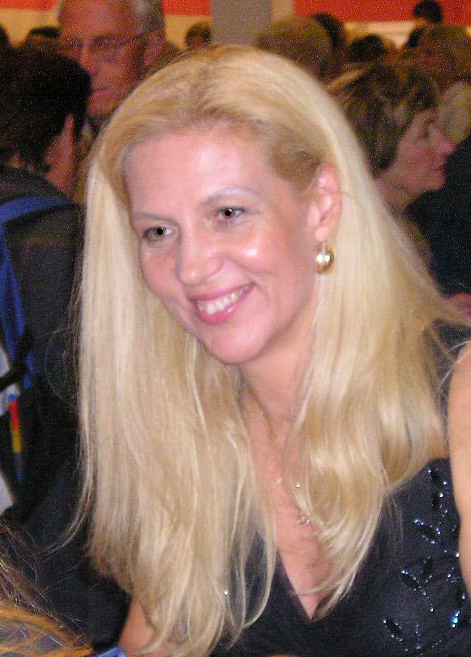
Liza Marklund
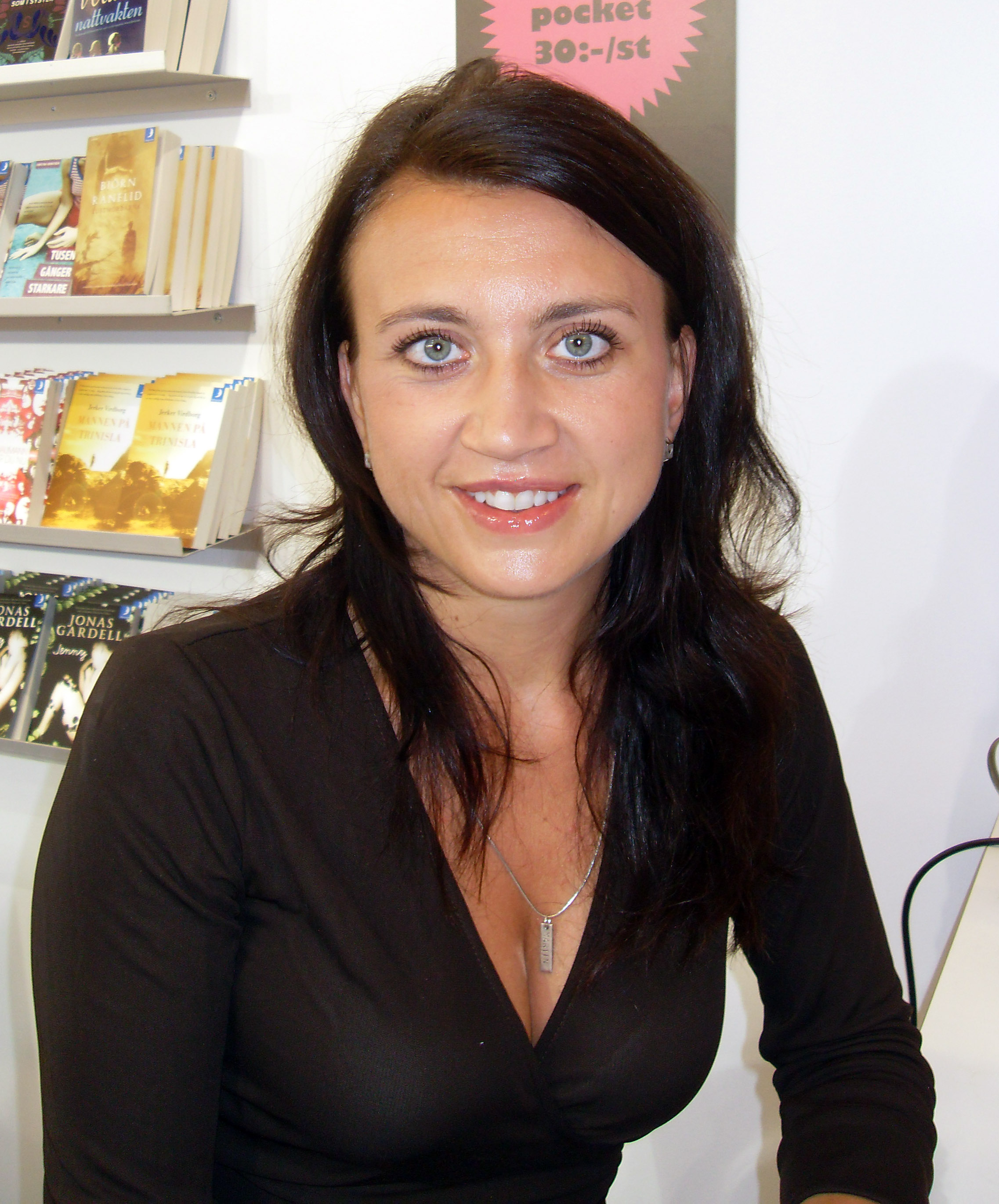
Camilla Läckberg
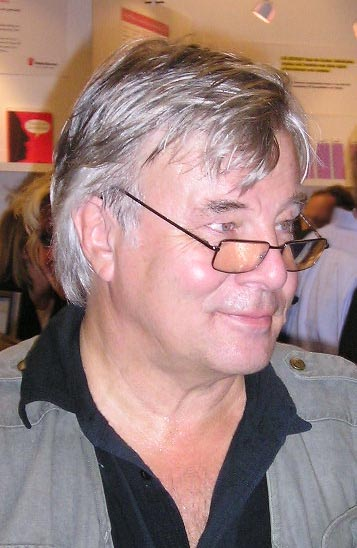
Jan Guillou

O romance policial tem tido grande sucesso na Suécia e no estrangeiro, especialmente na Alemanha.
Depois do êxito do par Sjöwall/Wahlöö - composto por Maj Sjöwall e Per Wahlöö - nos anos 70, surgiu uma série de escritores de projeção internacional: Jan Guillou, Henning Mankell, Liza Marklund, Stieg Larsson e Camilla Läckberg.

A dupla Sjöwall/Wahlöö criou o inspetor Beck e inseriu-o em ambientes sociais cuidadosamente retratados.

Por sua vez, Henning Mankell criou o inspetor Kurt Wallander, em atividade na cidade de Ystad.

Jan Guillou deu vida a um espião sueco chamado Carl Hamilton, na sua série de romances de espionagem Coq Rouge. Além disso Jan Guillou escreveu uma série de romances históricos, inventando uma personagem de nome Arn Magnusson. Os romances de Arn tiveram um enorme impacto  na Suécia dos nossos dias.

Por seu lado, Liza Marklund deu-nos a jornalista Annika Bengtzon, mergulhada em debate político e social. Dois dos seus romances foram filmatizados por Colin Nutley.

Um cometa literário entre 2005 e 2007 foi o polémico Stieg Larsson e a sua Trilogia Millenium com o par de detetives Lisbeth Salander e Mikael Blomkvist, em que Lisbeth faz pensar na Pippi de Astrid Lindgren.

### A literatura infantil

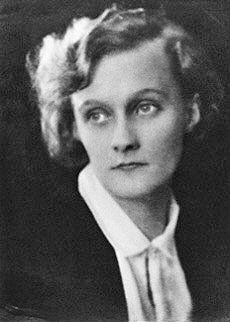
Astrid Lindgren
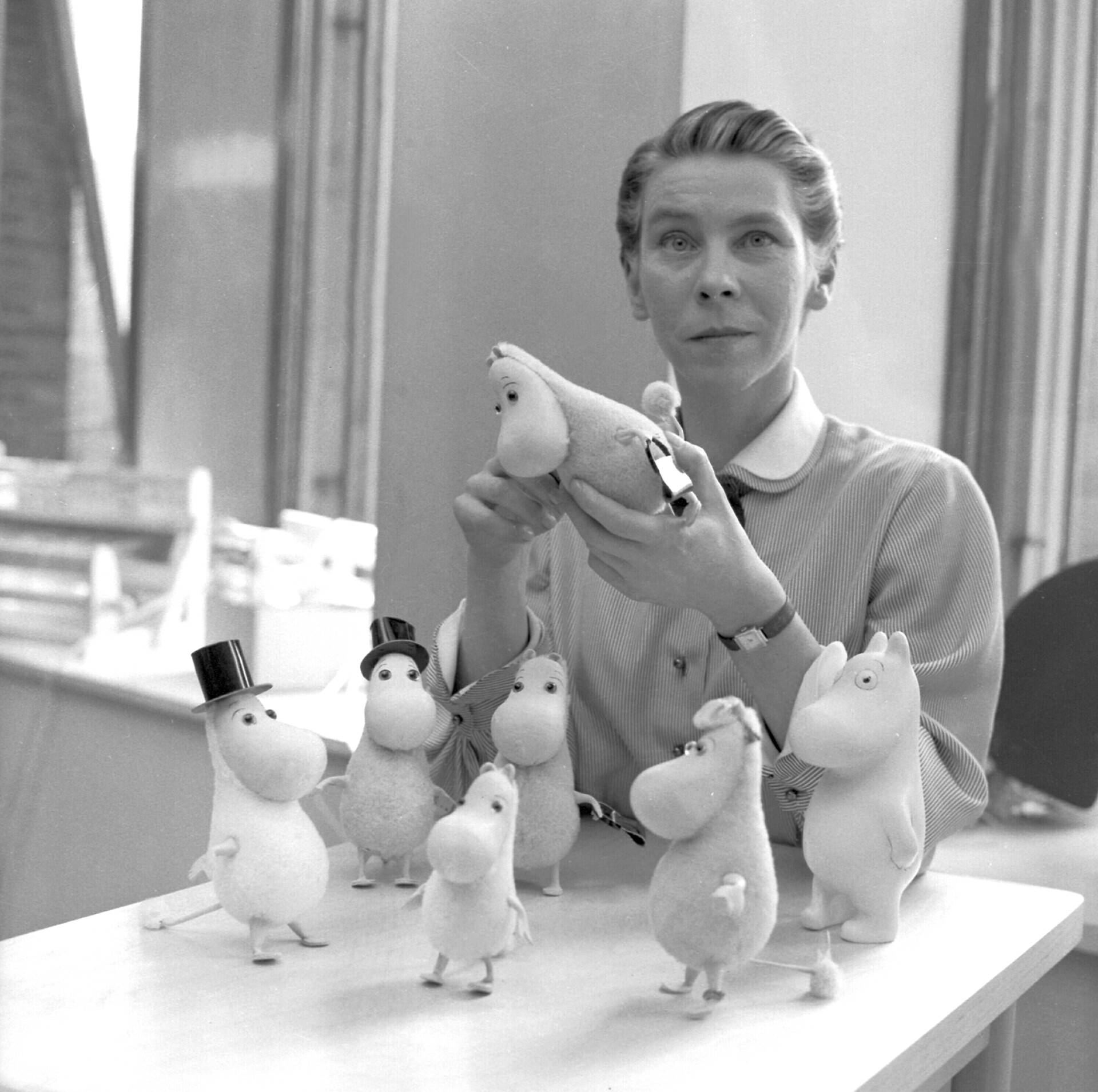
Tove Jansson
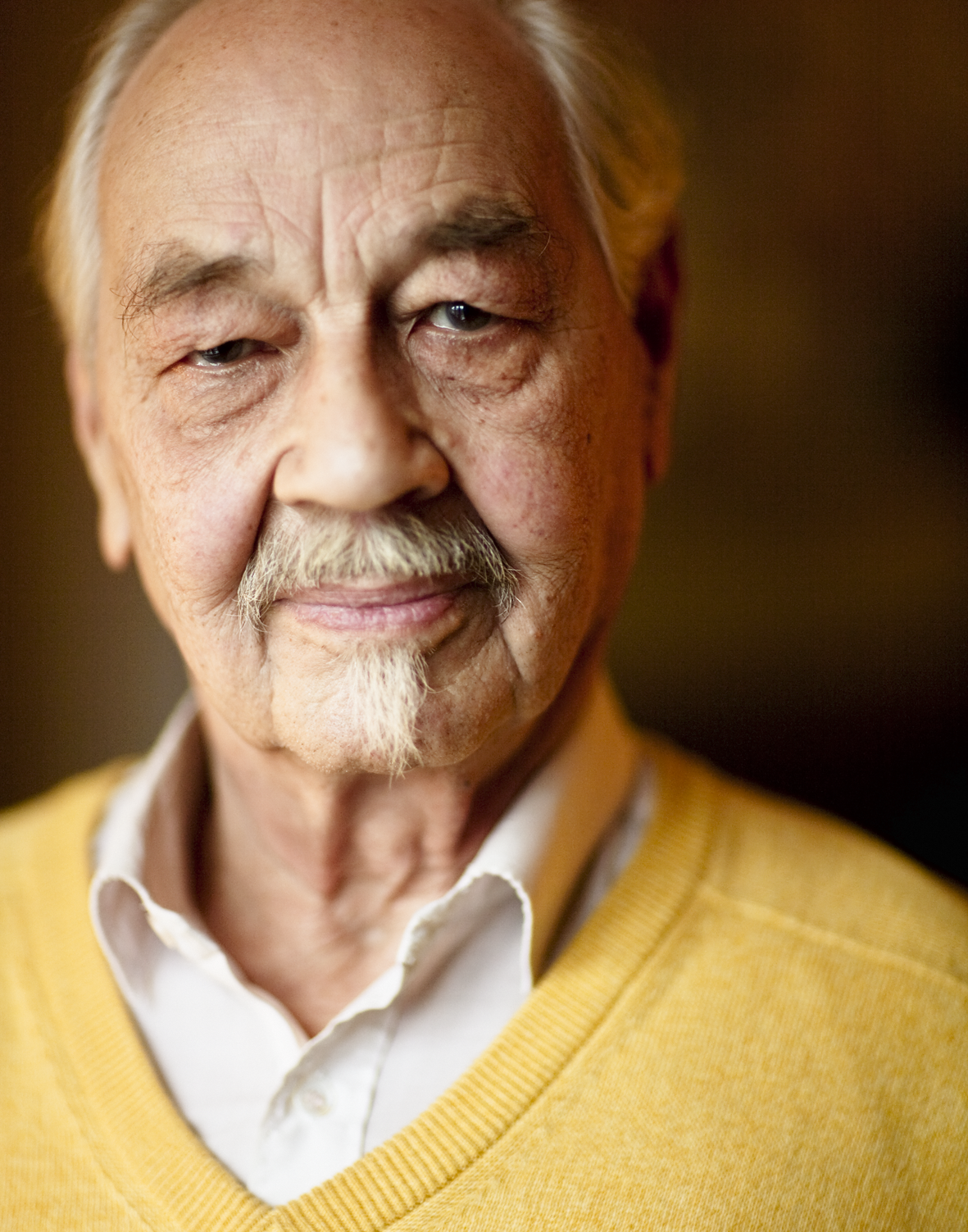
Lennart Hellsing
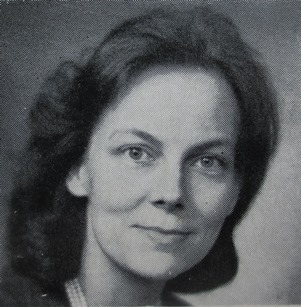
Maria Gripe

Outro campo de sucesso internacional foi a literatura infantil, com as suas estórias fantásticas, imbuídas de realismo social.

Astrid Lindgren tem tido uma projeção mundial através dos livros com a Pippi Långstrump - conhecida como Píppi Meialonga ou Pipi das Meias Altas - o Emílio, a Madicken e a Ronja.

Tove Jansson construiu um universo fictício à volta da Família Mumin, uma família de trolls nórdicos.
Esta geração, foi precedida na passagem de século pelas obras inesquecíveis de Elsa Beskow e Selma Lagerlöf.